# プラトニック (テレビドラマ)
『プラトニック』は、2014年5月25日からNHK BSプレミアムの『プレミアムドラマ』枠（日曜日22:00 - 22:49〈JST〉）において全8回で放送された、中山美穂主演の日本のテレビドラマ。
キャッチコピーは「愛したときが、彼が死ぬとき。」

## 概要
心臓疾患を抱える娘を持つシングルマザーと、彼女の前に突如として現れた、救世主のような謎の青年との悲劇的なラブストーリー。
中山美穂は、2002年放送のフジテレビ系ドラマ『ホーム&アウェイ』以来約12年ぶりの連続ドラマ主演である。NHKドラマでは本作が初主演であり、出演は1992年放送の大河ドラマ『信長 KING OF ZIPANGU』以来22年ぶりとなる。相手役の堂本剛は、1993年から1994年にかけて放送された朝の連続テレビ小説『かりん』以来20年ぶりとなるNHKドラマ出演である。
脚本家・野島伸司書き下ろしのオリジナル作品であり、野島がNHKでのドラマの脚本を担当するのは初である。
中山は1990年放送のフジテレビ系ドラマ『すてきな片想い』以来、堂本は1994年放送のTBS系ドラマ『人間・失格〜たとえばぼくが死んだら』以来、それぞれ2度目の野島作品出演であり、本作のキャスティングについては、中山・堂本どちらも野島の強い希望により実現した。
中山は役作りのために髪を約20センチ短く切り、2014年4月中旬よりクランクイン。5月16日には第1話完成試写会が行われた。
主題歌にはビリー・ジョエルの代表曲である「ストレンジャー」「オネスティ」を起用している。2曲のどちらかがオープニングまたはエンディングに固定されているというわけではなく、その回によって入れ替わったり、ドラマの中で出てくる台詞に歌詞が被さるシーンにも使われるなど「対等な主題歌」、文字通り「ドラマの主題を表す歌」として扱われている。更に第7回エンディングには、エンドロールには無いピアノ・マンが使われている。野島脚本の連続ドラマで洋楽の既存楽曲が主題歌に起用されるのは、2009年放送のTBS系ドラマ『ラブシャッフル』以来である。
エンディングにはこの物語の伏線となる過去の出来事が短編映像として流され、それに曲とクレジットが重なる構成になっている。

## あらすじ
望月沙良は心臓疾患を持って生まれた娘沙莉を守るため、夫だった佐伯と離婚してまで娘と2人だけの世界で生きてきた。
ある日、自宅でふと自殺志願者の掲示板サイトを見て書き込み内容に苛立った沙良は、「どうせ死ぬなら、娘に心臓をください。」と書き込んでしまう。その同じ時、ネットカフェで同じサイトを見ていた「青年」がその書き込みを見つけ、「僕のハートを差し上げます」と返したことから物語が始まる。
「本当に沙莉に心臓を貰えるかもしれない」と沙良が思う一方、「そんなうまい話があるはず無い」と弟和久の心配もあり、疑心暗鬼で2人が待ち合わせたカフェにその青年が現れる。彼は悪性脳腫瘍で余命僅かの宣告を受けた患者だった。その事実を知った沙良は青年を自身がオーナーをしているコンビニ店員として雇い、自宅で同居生活を始める。
当初は深い懐疑心で青年を拒絶していた和久や佐伯たちも、彼の事実を知って態度を変える。ただし、提供者と移植される側が相互に指名して臓器を受け渡す行為は「臓器売買」として固く禁じられている。唯一の例外は「一親等以内」の場合、つまり、彼が沙莉の父になること。青年は沙良に結婚することを提案し、2人は伯母の雅子や沙莉の主治医である倉田などの極限られた関係者以外、そして沙莉にも内緒で婚姻届を提出する。佐伯は未だに沙良を愛しているため、例え仮面夫婦としての沙良の再婚であっても心穏やかでないが、娘沙莉のため、2人の極秘結婚を渋々受け入れる。
そう遠くない未来に自分が死ぬことを受け入れ、まるで人生を達観したかのような青年の言葉や行動、そして彼が自作ブレンドする香水によって沙良や和久、佐伯たち周囲は自分の生き方を見つめ直し始める。
しかしそんな青年も、懇意にしていたホームレスのテツの死により、自分の身近に迫る死の恐怖や絶望をまざまざと感じ、再び怯えるようになる。「この世界には誰もいないのか…?」。しかし、ずっと「救世主」を求めていた沙良は、そんな青年の悲痛な声が聞こえたと言い、共鳴した2人は初めて結ばれる。
しかし刻一刻、青年の「その時」は近づいていく。残り少ない日々を共に過ごす事を優先する沙良と青年。沙良は青年と沙莉の双方の命を同時に願えない矛盾に苦しみながらも、「母親という檻」から逃れ女性としての生き方を取り戻していく。青年も元カノとの別れの真相を知って、元カノとの幻影ではなく沙良との結びつきの中の充足感に満たされ始めていた。
しかし、運命はそんな2人の関係を狂わせていく。充足感に満たされた事で青年の腫瘍が奇跡的に小さくなり、手術を受ければ命が助かる見込みが出てきたのだ。沙莉のために命を捧げたい青年はあくまで手術を受けず死のうと願うも、青年の命を失いたくない沙良は本心に逆らって離婚する決意を固める。沙良に誘い出された佐伯はてっきり自分の起死回生の提案を沙良が受け入れたと誤認するが、沙良は沙莉に密かに別れのメッセージを伝え、自らの命で沙莉と青年双方を救おうとしていたのだ。寸前で沙良の自殺は佐伯に発見され救い出される。
そしてその同じ時刻、沙良から離婚届を受け取った青年は、最後に一晩店番をすると臼井に告げ、1人カウンターに立つ。そしてそこに刃物を持った強盗が来たのだった。
放心状態だった沙良を抱えホテルで一緒だった佐伯の元に、病院からドナーが見つかって緊急オペが行われると連絡が入る。佐伯はあまり深くはドナーのことを沙良に伝えず2人で沙莉の病室へ行く。沙莉が助かる事に喜んで手術室に送り出した沙良の元に和久からの電話が入る。おそるおそる点けた病室のテレビに映るのはコンビニ強盗のニュースだった。泣き叫んで手術室に駆けつける沙良の前に運ばれる心臓を入れたボックス。青年の最期のメッセージを受け取って全てを手配した倉田医師は睨むように沙良を見つめて手術室に入り、オペを開始する。
青年の最期はコンビニの防犯カメラに全て残されていた。そこには倉田医師にメッセージを伝え終わった青年が、いずれその映像を見るであろう沙良に向けて「悲しいだろうけど作り笑いから」と、かつて沙莉から教わった笑う練習をしてみせていたのだった。
やがて退院して元気になった沙莉と、夫婦に戻った沙良と佐伯は、親子3人で沙莉の念願だった海に行く。元気に砂浜を走る沙莉の姿を見つめる沙良。その隣には、青年から貰った香水の瓶が置かれているのだった。青年の最期のメッセージを思い出した沙良はふと笑顔を取り戻していた。青年のようなみかん色の太陽が三人を照らしていた。

## キャスト

### 主要人物
望月沙良〈41〉
演 - 中山美穂
主人公。娘の沙莉のために女を捨て、母親として生きることを決意する。コンビニエンスストア「4Uマート」のオーナー。自殺掲示板に書き込んだ時のハンドルネームは「鶴」。沙莉の心臓提供者を待つもののなかなか心臓手術を受けられないことに焦り、自殺願望の掲示板のサイトに「死ぬなら心臓をください」と書き込み、心にない誹謗中傷を受けるが、その中の書き込みの一つに「ぼくのハートを差し上げます」という書き込みを見つける。不信感を持ちつつもその書き込みをした青年と出会い、自身が経営するコンビニの二階に住まわせ一緒に生活することになるが、次第に青年を愛するようになる。しかし愛する娘を助けること=愛する青年の死を意味することに苦悩しはじめる。
青年
演 - 堂本剛
インターネットの自殺掲示板に「僕のハートを差し上げます」と返事を書き込み（ハンドルネームは「黄色い鶴」）、沙良たちの前に現れた名前も年齢も語らない謎の青年。非常に穏やかで普段は感情が解りづらいミステリアスな青年で、沙良たちに名前を明かそうとしない。謎に包まれた人物だが、双子であることと、以前は香水の調合師をしていたことが明かされる。今でも他人の精神状態に合わせて、調合した香水を贈る。悪性の脳腫瘍を患っており、もう助かる術がないため、死んだ後に自分の心臓を譲ることを望んでいる。沙良と出会い、彼女が経営するコンビニで住み込みで働くことになるが、次第に沙良を愛しあうようになる。沙良と束の間の平穏な生活をしていく中で、次第に脳にも良い影響を及ぼしたのか、脳腫瘍が小さくなり手術で助かる見込みが出てくるが、そうすると沙莉に心臓を譲ることが出来なくなり、沙良との絆が途切れることになると苦悩し始める。余談であるが、プラトニック製作時、脚本家の野島は、「これまでの僕のキャラクターで一番気に入っている」と伝えていたことを堂本のラジオで語っている。尚、ドラマでは青年の名前は語られることはなかったが、堂本からのヒントとして、「馴染みのある名前」と語られており、第三話の婚姻届で苗字の印鑑が映る場面がある。
佐伯武彦〈44〉
演 - 吉田栄作
沙良の元夫で沙莉の父親。今でも沙良のことを愛している。青年に対しては心臓提供者としか見ておらず、青年の脳腫瘍が助かる見込みが出てきた時に激怒した。
望月沙莉〈14〉
演 - 永野芽郁
沙良と佐伯の娘。先天性の重い心臓疾患を抱えており、産まれた直後は5年も生きられないだろうと言われていた。明るく今時の少女で、青年にもフレンドリーに接する。
望月和久〈36〉
演 - 小泉孝太郎
沙良の弟で佐伯の部下。結婚しており子供もいるが、現在は別居状態。武彦同様青年のことを心臓提供者としか見ていない面がある。性格はだらしない面がある。

### コンビニエンスストア「4Uマート」関係者
臼井達生〈50〉
演 - 西原純
「4Uマート」店員。沙良に密かに好意を寄せている。
広末省吾〈21〉
演 - 前田公輝
「4Uマート」店員。手を握った相手の近未来が見える能力を持っている。
都築美和〈21〉
演 - 野村麻純
「4Uマート」で万引きをしようとするが、青年に見つけられ未遂に終わる。以来、青年に何かと絡み、好意をもつようになる。昼は事務職、夜は水商売のアルバイトをしている。青年に振られたあとは、言い寄ってきた和久と不倫関係となる。

### その他
高田蓉子〈38〉
演 - 青山倫子
佐伯の恋人。小料理屋の女将。
倉田敦司〈53〉
演 - 尾美としのり
沙莉の主治医の心臓外科医。
テツ〈72〉
演 - 尾藤イサオ
ホームレス。青年が自分の病を知って雨の中で打ちひしがれていた時に出会ってから、交流が続いている。「テネシーワルツ」を口ずさむ。
油井雅子〈73〉
演 - 加賀まりこ
沙良の叔母。かつてダンス教室の講師とダブル不倫の熱い恋をした。カラオケの十八番は「テネシーワルツ」。
香川遼
演 - 松井健太
沙莉の初恋の彼。
篠崎（旧姓今泉）美緒子
演 - 浅見れいな
青年の元彼女。
磯部大悟
脳外科の最先端、横浜港北大学病院の医師。青年の主治医だった。
演 - むかい誠一

## スタッフ
- 脚本 - 野島伸司
- 音楽 - 上野耕路
- プロデューサー - 釜谷正一郎
- 演出 - 大塚恭司、長沼誠、吉野洋
- 主題歌 - ビリー・ジョエル「ストレンジャー」「オネスティ」
- 音響効果 - 近藤隆史
- 医療監修 - 高橋政夫
- アロマ指導 - 日本アロマ環境協会
- 制作統括 - 磯智明（NHK）、松原浩（アックスオン）
- 制作著作 - NHK、アックスオン

## 放送日程
| 各話   | 放送日  | サブタイトル   | ラテ欄                                    | 演出     | オープニングソング | エンディングソング |
| ------ | ------- | -------------- | ----------------------------------------- | -------- | ------------------ | ------------------ |
| 第1回  | 5月25日 | ストレンジャー | 野島伸司が描く愛と生 美しく切ない悲恋物語 | 大塚恭司 | ストレンジャー     | オネスティ         |
| 第2回  | 6月01日 | 母親という檻   | 甘く危険な大人の恋愛物語                  | 大塚恭司 | オネスティ         | ストレンジャー     |
| 第3回  | 6月08日 | 娘の初恋       | 愛は死を超え流のか?                       | 長沼誠   | ストレンジャー     | オネスティ         |
| 第4回  | 6月15日 | いつかの少女   | 沙良の本性がついに! 一線を超えた夜        | 長沼誠   | オネスティ         | オネスティ         |
| 第5回  | 6月22日 | 恋             | 恋・運命が二人を結ぶ夜                    | 吉野洋   | オネスティ         | ストレンジャー     |
| 第6回  | 6月29日 | 二人だけの世界 | 二人だけの世界〜死ぬまで愛して            | 吉野洋   | オネスティ         | ストレンジャー     |
| 第7回  | 7月06日 | 約束           | 約束〜最終章前編                          | 松原浩   | ストレンジャー     | ピアノ・マン       |
| 最終回 | 7月13日 | オネスティ     | 10分拡大スペシャル! 恋の行方は!? 衝撃結末 | 大塚恭司 | ストレンジャー     | オネスティ         |